# Acta Universitatis Carolinae – Philosophica et historica
Acta Universitatis Carolinae Philosophica et historica zkráceně AUC Philosophica et historica (ISSN 0567-8293, E-ISSN 2464-7055) je platforma recenzovaných odborných časopisů vydávaných Filozofickou fakultou Karlovy univerzity v nakladatelství Karolinum zaměřená na humanitní a společenskovědné obory (filozofie, psychologie, pedagogika, sociologie, obecné, české a hospodářské dějiny, pomocné vědy historické a archivnictví, etnologie).
Vychází dvakrát ročně a zahrnuje časopisy Studia Aesthetica, Studia Ethnologica, Studia Historica, Studia Sociologica, Studia Psychologica a Z pomocných věd historických, od roku 2010 Miscellanea Logica, od roku 2012 Studia Historiae Artium. Časopisy jsou indexovány v databázích CEEOL, DOAJ a EBSCO. Elektronická verze je dostupná v režimu Open Access v databázi CEEOL.